# Eerwaarde Pater
Eerwaarde Pater is een Belgisch bier van hoge gisting.
Het bier wordt gebrouwen door Brouwerij Het Alternatief bij Brouwerij De Graal te Brakel of bij Brouwerij Alvinne te Moen.
Het is een donkerbruin bier met een alcoholpercentage van 9%.